# Giacomo Mancini (Politiker, 1916)

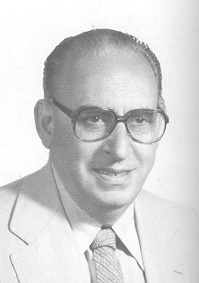
Giacomo Mancini (1987)

Giacomo Mancini (* 21. April 1916 in Cosenza, Provinz Cosenza; † 8. April 2002 ebenda) war ein italienischer Politiker der Sozialistischen Partei Italiens PSI (Partito Socialista Italiano), der von 1948 bis 1992 Mitglied der Abgeordnetenkammer (Camera dei deputati) war. Er bekleidete zudem zahlreiche Ministerämter und war von 1963 bis 1964 Gesundheitsminister, zwischen 1964 und 1968 sowie 1968 bis 1969 Minister für öffentliche Arbeiten sowie 1974 Minister ohne Geschäftsbereich für Sondermaßnahmen in Süditalien. Er fungierte zwischen 1970 und 1971 als Politischer Sekretär der PSI sowie zwischen 1985 und 1986 erstmals als Bürgermeister von Cosenza. 1993 wurde er abermals zum Bürgermeister von Cosenza gewählt. Der Verbindung zu einer mafiaähnlichen kriminellen Vereinigung beschuldigt, wurde er 1994 von seinem Dienst suspendiert und dann 1996 zu drei Jahren und sechs Monaten Gefängnis verurteilt. Im Juni 1997 wurde das Urteil vom Berufungsgericht von Reggio Calabria aufgehoben, woraufhin er sein Amt als Bürgermeister wieder übernahm. Im November 1997 wurde er als Kandidat der Mitte-Links-Partei erneut zum Bürgermeister von Cosenza gewählt und bekleidete das Amt nunmehr bis 2002.

## Leben

### Mitglied der Abgeordnetenkammer

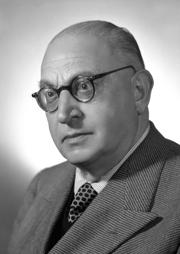
Giacomo Mancinis Vater Pietro Mancini war sowohl Mitglied der Abgeordnetenkammer als auch Mitglied des Senats.

Giacomo Mancini, dessen Vater Pietro Mancini sowohl Mitglied der Abgeordnetenkammer als auch Mitglied des Senats (Senato della Repubblica) war, begann nach dem Schulbesuch ein Studium der Rechtswissenschaften. Nachdem er sein Studium mit einem Laurea in giurisprudenza abgeschlossen hatte, nahm er eine Tätigkeit als Rechtsanwalt auf. Bei den Wahlen vom 18. April 1948 wurde Pieraccini für die Sozialistische Partei Italiens PSI (Partito Socialista Italiano) im Wahlkreis Catanzaro zum ersten Mal zum Mitglied der Abgeordnetenkammer (Camera dei deputati) gewählt. In der darauf folgenden ersten Legislaturperiode (1948 bis 1953) war er zwischen dem 15. Juni und dem 14. Juli 1948 und erneut vom 1. Juli 1949 bis zum 24. Juni 1953 Mitglied der Kommission für öffentliche Arbeiten (VII Commissione (Lavoro pubblici)) sowie zwischenzeitlich vom 14. Juli 1948 bis zum 1. Juli 1949 Mitglied der Kommission für Landwirtschaft und Ernährung (IX Commissione (Agricoltura e Alimentazione)).
Mancini wurde für den PSI im Wahlkreis Catanzaro bei den Wahlen vom 7. Juni 1953 wieder zum Mitglied der Abgeordnetenkammer gewählt. In der zweiten Legislaturperiode (1953 bis 1958) war er zwischen dem 1. Juli 1953 und dem 11. Juni 1958 Mitglied der Kommission für Verkehr (VIII Commissione (Trasporti)) sowie zugleich vom 12. Dezember 1953 bis zum 11. Juni 1958 Sekretär der Sonderkommission für die Prüfung des Gesetzesentwurfs Nr. 501 zu Vorschriften über die von Überschwemmungen betroffenen Gebiete in Kalabrien (Commissione speciale per l’Esame del Disgeno di Legge N. 501: „Provvidenze per le Zone colpite dalle recenti Alluvioni in Calabria“).

### Minister und Politischer Sekretär des PSI
Bei den Wahlen am 25. Mai 1958 wurde Mancini abermals zum Mitglied der Abgeordnetenkammer gewählt. In der dritten Legislaturperiode (1958 bis 1963) war er vom 12. Juni 1958 bis zum 15. Mai 1963 weiterhin Mitglied der Kommission für Verkehr. Er wurde bei den Wahlen am 28. April 1963 noch einmal für den PSI im Wahlkreis Catanzaro zum Mitglied der Abgeordnetenkammer gewählt. Während der vierten Legislaturperiode (1963 bis 1968) war er vom 1. Juli 1963 bis zum 20. Januar 1964 ebenfalls wieder Mitglied der Kommission für Verkehr. Im Kabinett Moro I bekleidete er zwischen dem 4. Dezember 1963 und dem 22. Juli 1964 das Amt als Gesundheitsminister (Ministro della Sanità). Im Anschluss übernahm er am 22. Juli 1964 im Kabinett Moro II den Posten des Ministers für öffentliche Arbeiten (Ministro dei Lavori pubblici) und hatte diesen auch im darauf folgenden Kabinett Moro III (22. Februar 1966 bis 24. Juni 1968) inne. Am 17. November 1966 schloss er sich der neu gebildeten gemeinsamen Fraktion von PSI und Sozialistisch-Demokratischer Partei Italiens PSDI (Partito Socialista Democratico Italiano) an.

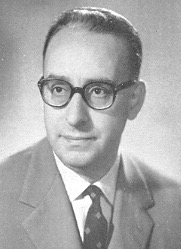
Giacomo Mancini (1960er Jahre)

Bei den Wahlen am 19. und 20. Mai 1968 wurde Giacomo Mancini für den PSI im Wahlkreis Catanzaro erneut zum Mitglied der Abgeordnetenkammer gewählt. In dieser fünften Legislaturperiode (1968 bis 1972) gehörte er vom 10. Juli 1968 bis zum 24. Mai 1972 der Kommission für Verteidigung (VII Commissione (Difesa)) als Mitglied an. Darüber hinaus war er zwischen dem 12. Dezember 1968 und dem 5. August 1969 im Kabinett Rumor I noch einmal Minister für öffentliche Arbeiten. Als Nachfolger von Francesco De Martino übernahm er am 23. April 1970 den Posten des Politischen Sekretärs (Segretario politico) des PSI und hatte diesen bis zum 13. März 1971 inne, woraufhin ihn wiederum Francesco De Martino ihn ablöste.
Er wurde bei den Wahlen am 7. Mai 1972 wieder zum Mitglied der Abgeordnetenkammer gewählt und war während der sechsten Legislaturperiode (1972 bis 1976) zwischen dem 25. Mai 1972 und dem 4. Juli 1976 abermals Mitglied der Kommission für Verteidigung. Im Kabinett Rumor V bekleidete er des Weiteren vom 14. März bis zum 23. November 1974 Minister ohne Geschäftsbereich für Sondermaßnahmen in Süditalien (Ministro senza Portofoglio del Consiglio dei Ministri con delega per gli Interventi straordinari nel Mezzogiorno). Bei den Wahlen am 20. Juni 1976 wurde er im Wahlkreis Catanzaro erneut zum Mitglied der Abgeordnetenkammer gewählt und war in der siebten Legislaturperiode (1976 bis 1979) vom 5. Juli 1976 bis zum 19. Juni 1979 wieder Mitglied der Kommission für Verteidigung. Auch bei den Wahlen am 3. und 4. Juni 1979 wurde er wieder zum Mitglied der Abgeordnetenkammer gewählt und war in der darauf folgenden achten Legislaturperiode (1979 bis 1983) anfangs vom 11. Juli 1979 bis zum 2. September 1980 weiterhin Mitglied der Kommission für Verteidigung sowie danach zwischen dem 2. September 1980 und dem 16. Juli 1981 Mitglied der Kommission für Haushalt und staatliche Beteiligungen (V Commissione (Bilancio e Partecipazioni statali)), ehe er zuletzt vom 16. Juli 1981 bis zum 11. Juli 1983 Mitglied der Kommission für Inneres (II Commissione (Interni)) war. Darüber hinaus war er zwischen dem 25. Juni 1980 und dem 11. Juli 1983 Präsident der Parlamentarischen Kommission für die Ausübung der Aufsichtsbefugnisse über die Programmierung und Durchführung von ordentlichen und außerordentlichen Maßnahmen in Süditalien (Commissione parlamentare per l’Esercizio dei Poteri di Controllo sulla Programmazione e sull’Attuazione degli Interventi ordinari e straordinari nel Mezzogiorno).

### Bürgermeister von Cosenza

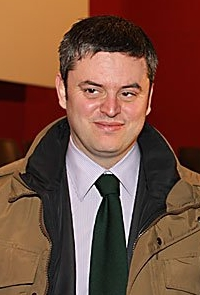
Sein gleichnamiger Enkel Giacomo Mancini war zwischen 2001 und 2008 Mitglied der Abgeordnetenkammer.

Giacomo Mancini wurde bei den Wahlen am 26. und 27. Juni 1983 für den PSI im Wahlkreis Catanzaro erneut zum Mitglied der Abgeordnetenkammer gewählt. In der anschließenden neunten Legislaturperiode (1983 bis 1987) war er zwischen dem 12. Juli 1983 und dem 14. November 1986 sowie abermals vom 1. August 1986 bis zum 1. Juli 1987 wieder Mitglied der Kommission für Inneres und zwischenzeitlich zwischen dem 14. November 1985 und dem 1. August 1986 noch einmal Mitglied der Kommission für Verteidigung. Darüber hinaus war er vom 12. August 1983 bis zum 1. Juli 1987 auch Mitglied der Parlamentarischen Kommission über das Phänomen der Mafia (Commissione parlamentare sul Fenomeno della Mafia). Als Nachfolger von Pino Gentile wurde er außerdem am 20. September 1985 erstmals Bürgermeister von Cosenza und hatte dieses Amt bis zum 2. März 1986 inne, woraufhin Franco Santo ihn ablöste. Bei den Wahlen am 14. und 15. Juni 1987 wurde er noch einmal für den PSI im Wahlkreis Catanzaro zum Mitglied der Abgeordnetenkammer gewählt und gehörte dieser bis zum 22. April 1992 an. Während der zehnten Legislaturperiode (1987 bis 1992) war er vom 4. August 1987 bis zum 12. Mai 1988 Mitglied der Kommission für Haushalt und Schatz (V Commissione (Bilancio e Tesoro)) und danach zwischen dem 12. Mai 1988 und dem 22. April 1992 Mitglied der Kommission für Verfassungsangelegenheiten (Commissione I (Affari Costituzionali)). Darüber hinaus gehörte er vom 13. Juli 1988 bis zum 22. April 1992 der Parlamentarischen Untersuchungskommission über das Phänomen der Mafia und anderer ähnlicher krimineller Vereinigungen (Commissione parlamentare d’Inchiesta sul Fenomeno della Mafia e sulle altere Associazioni criminali similari).
Nach seinem Ausscheiden aus dem Parlament wurde Mancini am 5. Dezember 1993 als Nachfolger von Piero Minutolo abermals zum Bürgermeister von Cosenza gewählt. Der Verbindung zu einer mafiaähnlichen kriminellen Vereinigung beschuldigt, wurde er 1994 von seinem Dienst suspendiert und dann 1996 zu drei Jahren und sechs Monaten Gefängnis verurteilt. Im Juni 1997 wurde das Urteil vom Berufungsgericht (Corte d’appello) von Reggio Calabria aufgehoben, woraufhin er sein Amt als Bürgermeister wieder übernahm. Im November 1997 wurde er als Kandidat der Mitte-Links-Partei erneut zum Bürgermeister von Cosenza gewählt und bekleidete das Amt nunmehr bis zum 8. April 2002, woraufhin Eva Catizone seine Nachfolge antrat.
Sein Sohn Pietro Mancini (* 1952) ist Journalist und war von 1990 bis 1991 ebenfalls Bürgermeister von Cosenza, während sein Enkel Giacomo Mancini (* 1972) zwischen 2001 und 2008 Mitglied der Abgeordnetenkammer war.

## Veröffentlichungen
- Alternativa, compromesso, socialismo, Cosenza 1977
- Il caso Gioia Tauro, Reggio Calabria 1977
- ’Ndrangheta, la mafia calabrese, Mitautoren Luigi M. Lombardi Satriani, Lucio Villari, Antonio Spinosa, Bologna 1978
- 7 aprile, eclisse del diritto. Itinerario di un garantista, Cosenza 1982

posthum
- I socialisti al tempo della luna. Discorsi 1967–1971, Consenza 2006

## Hintergrundliteratur
- Orazio Barrese: Mancini, Mailand 1976
- Francesco Kostner: Sulla giustizia. Il caso Mancini, Cosenza 1996
- Antonio Landolfi: Giacomo Mancini. Biografia politica, Soveria Mannelli 2008
- Pietro Mancini: …mi pare si chiamasse Mancini…, Cosenza 2016